# Femke Gerritse

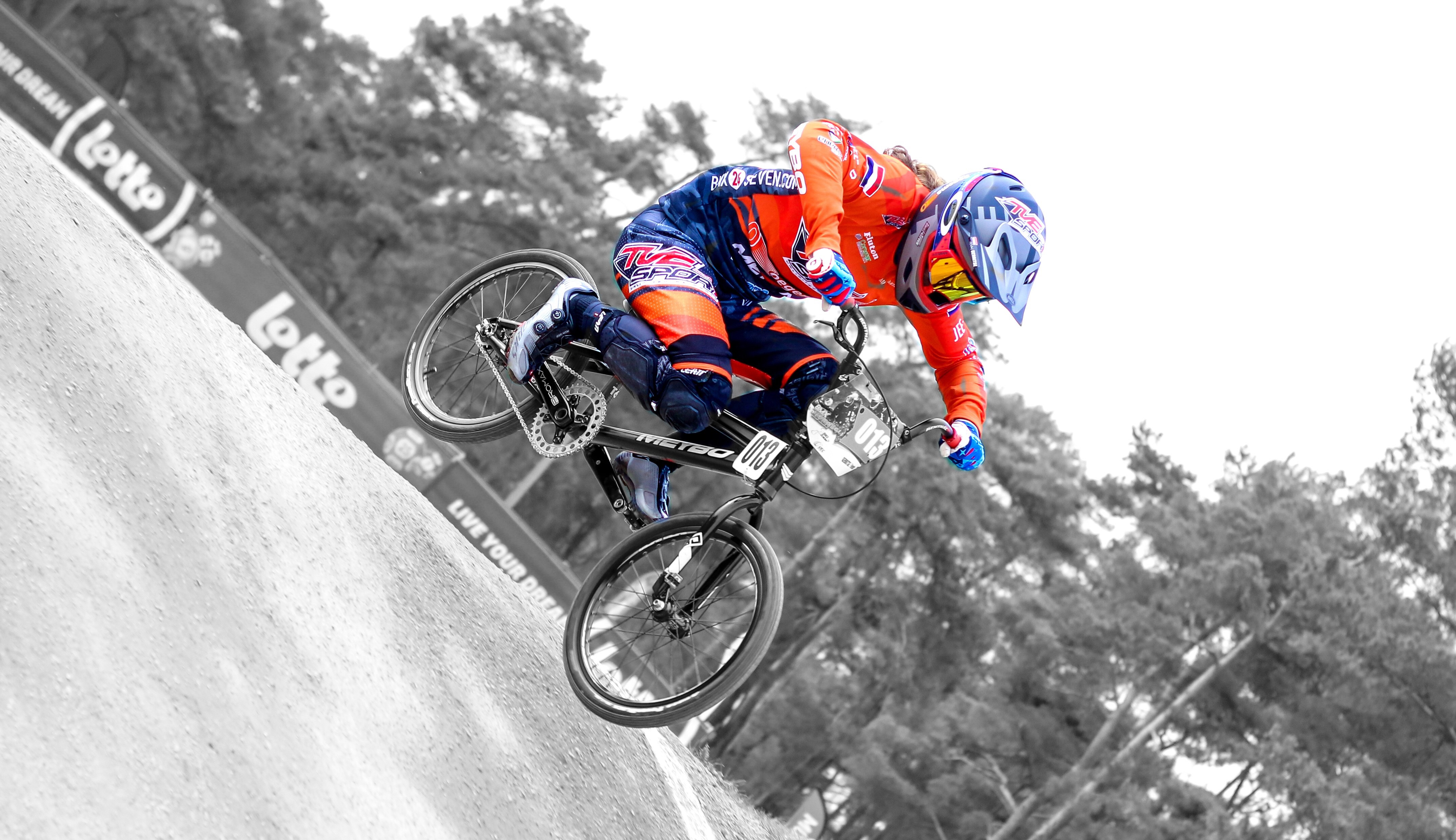
BMX-wedstrijd Zolder 2016

Femke Gerritse ('s-Hertogenbosch, 14 mei 2001) is een Nederlandse wegwielrenster, veldrijdster en voormalig BMX'ster.

## Carrière
In 2017 werd ze Nederlands kampioene op de weg bij de meisjes nieuwelingen, na pas een seizoen op de wielrenfiets. Een jaar later werd ze Nederlands kampioene veldrijden bij de meisjes junioren. In 2019 werd ze Nederlands kampioene op de weg bij de meisjes junioren.
Gerritse is lid van Wielervereniging Schijndel. In het seizoen 2018-2019 was ze renster bij Orange Babies Cycling Team.
Gerritse had vanaf 1 januari 2021 een tweejarig contract bij Parkhotel Valkenburg.
In de Tour de France Femmes 2022 wist ze in de 3e etappe de  bolletjestrui over te nemen van haar ploeggenote Femke Markus. Ze hield de trui vier dagen vast tot de uiteindelijke bergkoningin Demi Vollering de trui overnam. Gerritse eindigde uiteindelijk als 8e in het bergklassement en als 12e in het jongerenklassement.
Bij de Europese kampioenschappen wielrennen 2022 won ze een bronzen  medaille bij de gemengde ploegentijdrit voor beloften (Onder 23).

## Medaillespiegel
| Jaar | NK                                 | NK                | NK    | EK                                     | EK    | WK                                    | WK         | WK       |
| Jaar | Wegwielrennen                      | Veldrijden        | BMX   | Wegwielrennen                          | BMX   | Wegwielrennen                         | Veldrijden | BMX      |
| ---- | ---------------------------------- | ----------------- | ----- | -------------------------------------- | ----- | ------------------------------------- | ---------- | -------- |
| 2012 | –                                  | –                 | (U17) | –                                      | –     | –                                     | –          | –        |
| 2013 | –                                  | –                 | (U17) | –                                      | –     | –                                     | –          | 6e (U17) |
| 2014 | –                                  | –                 | (U17) | –                                      | –     | –                                     | –          | 6e (U17) |
| 2015 | –                                  | –                 | (U17) | –                                      | (U17) | –                                     | –          | 8e (U17) |
| 2016 | –                                  | –                 | (U17) | –                                      | (U17) | –                                     | –          | –        |
| 2017 | (wegrit) (U17) (tijdrit) (U17)     | 7e (U17)          | –     | –                                      | –     | –                                     | –          | –        |
| 2018 | 19e (wegrit) (U19) (tijdrit) (U19) | ↑ (U19)9e (U23)   | –     | –                                      | –     | 53e (U19)                             | –          | –        |
| 2019 | (wegrit) (U19)4e (tijdrit) (U19)   | 4e (U19)11e (U23) | –     | 54e (U19)                              | –     | 78e (wegrit) (U19)31e (tijdrit) (U19) | –          | –        |
| 2020 | –                                  | –                 | –     | –                                      | –     | –                                     | –          | –        |
| 2021 | 5e (wegrit)20e (tijdrit)           | –                 | –     | –                                      | –     | –                                     | –          | –        |
| 2022 | 32e (wegrit)                       | 24e               | –     | 14e (wegrit) (U23) (mixed relay) (U23) | –     | –                                     | –          | –        |
| 2023 | 31e (wegrit)23e (tijdrit)          | –                 | –     | 23e (wegrit) (U23)                     | –     | –                                     | –          | –        |
| 2024 | –                                  | –                 | –     | –                                      | –     | –                                     | –          | –        |

Bijgewerkt tot 23 april 2024

## Palmares

### Wegwielrennen

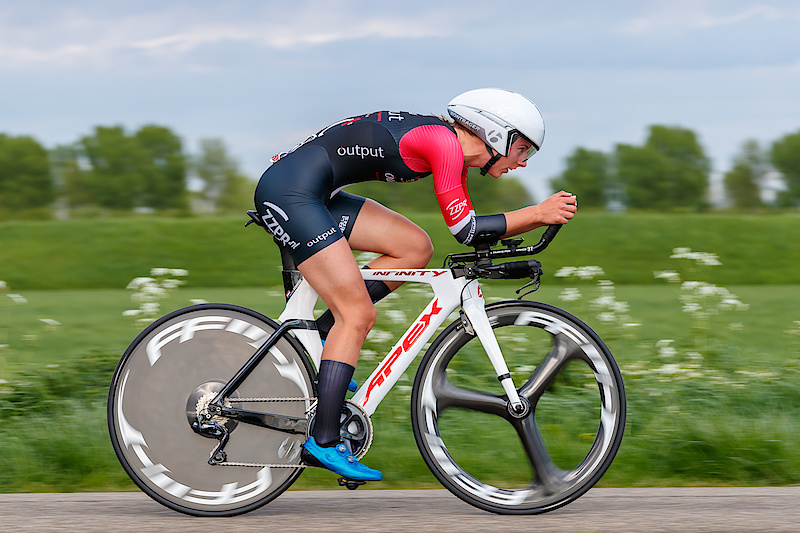
Tijdrit Borssele 2019

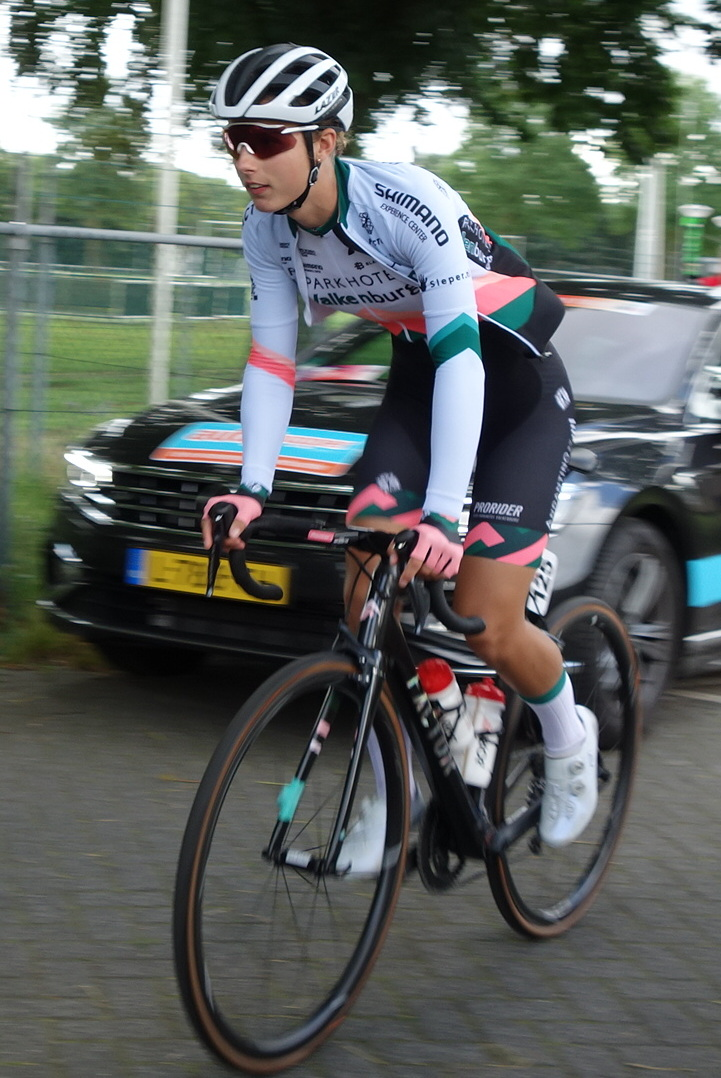
Bij Parkhotel Valkenburg in 2021

2017
 Nationaal kampioene op de weg, nieuwelingen
2019
2e etappe Healthy Ageing Tour voor junioren
 Nationaal kampioene op de weg, junioren
1e etappe Watersley Women's Challenge
2021
3e etappe Watersley Women's Challenge
2022
Jongerenklassement Ronde van Thüringen
 Europees kampioenschap wielrennen, mixed relay, beloften
2023
Sprintklassement Trofeo Ponente in Rosa
2025
Omloop van het Hageland
Volta NXT Classic
3e etappe Ronde van Spanje

#### Resultaten in voornaamste wedstrijden
| Jaar | Ronde van Italië | Ronde van Frankrijk | Ronde van Spanje |
| ---- | ---------------- | ------------------- | ---------------- |
| 2021 |                  |                     |                  |
| 2022 |                  |                     |                  |
| 202  |                  | 74e                 |                  |
| 2024 | 46e              |                     |                  |
| 2025 |                  | 100e                | 55e (1)          |

| Jaar | Milaan-San Remo | Gent-Wevelgem | Ronde van Vlaanderen | Amstel Gold Race | Luik-Bast.‑Luik | Brabantse Pijl | Waalse Pijl |
| ---- | --------------- | ------------- | -------------------- | ---------------- | --------------- | -------------- | ----------- |
| 2021 |                 | 74e           | 69e                  |                  |                 | 61e            | buit.tijd   |
| 2022 |                 | 57e           | 68e                  | 62e              | 69e             | 44e            | 39e         |
| 2023 |                 |               | 70e                  | 34e              | 73e             | 26e            | 37e         |
| 2024 |                 |               |                      |                  | 76e             | 4e             | 91e         |
| 2025 | 57e             |               |                      |                  | 47e             |                |             |

### Veldrijden

#### Resultatentabel elite
| Seizoen   |             | WK | EK  | NK |               | Klassementen | Klassementen | Klassementen |       | UCI- ranking |   | Podia | Podia | Podia | Aantal crossen |
| Seizoen   | Wereldbeker | WK | EK  | NK | Superprestige | Trofee       | Goud         | Zilver       | Brons | UCI- ranking |   |       |       |       | Aantal crossen |
| --------- | ----------- | -- | --- | -- | ------------- | ------------ | ------------ | ------------ | ----- | ------------ | - | ----- | ----- | ----- | -------------- |
| 2017-2018 |             | –  | –   | –  |               | –            | –            | –            |       | 442e         |   | –     | –     | –     | 5              |
| 2018-2019 | –           | –  | –   | –  | –             | –            | –            | –            | –     | –            | – |       |       |       |                |
| 2019-2020 | –           | –  | –   | –  | –             | –            | –            | –            | –     | –            | – |       |       |       |                |
| 2020-2021 | –           | –  | –   | –  | –             | –            | –            | –            | –     | –            | – |       |       |       |                |
| 2021-2022 | –           | –  | 24e | –  | –             | –            | –            | –            | –     | –            | 1 |       |       |       |                |
| Totaal    |             | –  | –   | –  |               | –            | –            | –            |       | –            |   | –     | –     | –     | 6              |

#### Resultatentabel jeugd
| Seizoen          |             | WK | EK   | NK |               | Klassementen | Klassementen |       | Podia | Podia | Podia | Aantal crossen |
| Seizoen          | Wereldbeker | WK | EK   | NK | Superprestige | Goud         | Zilver       | Brons |       |       |       | Aantal crossen |
| ---------------- | ----------- | -- | ---- | -- | ------------- | ------------ | ------------ | ----- | ----- | ----- | ----- | -------------- |
| ↓ Nieuwelingen ↓ |             |    |      |    |               |              |              |       |       |       |       |                |
| 2016-2017        |             |    |      | 7e |               |              |              |       | –     | –     | –     | 1              |
| ↓ Junioren ↓     |             |    |      |    |               |              |              |       |       |       |       |                |
| 2017-2018        |             |    |      | ↑  |               |              |              |       | 1     | –     | –     | 1              |
| 2018-2019        | 4e          | –  | –    | –  | 1             |              |              |       |       |       |       |                |
| ↓ Beloften ↓     |             |    |      |    |               |              |              |       |       |       |       |                |
| 2017-2018        |             | –  | –    | 9e |               |              |              |       | –     | –     | –     | 1              |
| 2018-2019        | –           | –  | 11e  | –  | –             | –            | –            | –     | 1     |       |       |                |
| 2019-2020        | –           | –  | –    | –  | –             | –            | –            | –     | –     |       |       |                |
| 2020-2021        | –           | –  | Afg. | –  |               | –            | –            | –     | –     |       |       |                |
| 2021-2022        | –           | –  | 11e  | –  | –             | –            | –            | 1     |       |       |       |                |
| Totaal           |             | –  | –    | 1  |               | –            | –            |       | 1     | –     | –     | 6              |

#### Podiumplaatsen jeugd
| Legenda                       |
| ----------------------------- |
| Wereldkampioenschappen        |
| Continentale kampioenschappen |
| Nationale kampioenschappen    |
| Wereldbeker                   |
| Superprestige                 |
| Trofee                        |
| Overige veldritten            |

| Nr.           | Seizoen       | Datum           | Veldrit                                  | Cat.          | Wedstrijdserie               |
| Overwinningen | Overwinningen | Overwinningen   | Overwinningen                            | Overwinningen | Overwinningen                |
| ------------- | ------------- | --------------- | ---------------------------------------- | ------------- | ---------------------------- |
| ↓ Junioren ↓  |               |                 |                                          |               |                              |
| 1.            | 2017-2018     | 23 januari 2018 | Nederlands kampioenschap, Surhuisterveen | CN            | Nederlandse kampioenschappen |

## Ploegen
- 2021 –  Parkhotel Valkenburg
- 2022 –  Parkhotel Valkenburg
- 2023 –  Parkhotel Valkenburg
- 2024 –  Team SD Worx
- 2025 –  Team SD Worx-Protime

Van Bokhoven · Bos · Bredewold · Buysman · De Gast · Gerritse · Van Haaften · Van der Hulst · Limpens · Markus · Neylan · Nooijen · Raaijmakers · Van Rooijen · Swinkels
Van Bokhoven · Bos · Bredewold · Frain (vanaf 6/7) · De Gast · Gerritse · Van Haaften · De Jong (tot 15/7) · Limpens · Markus · Nooijen · A. van Rooijen · S. van Rooijen · Schoens · Vanhove · Van der Wolf · Wyllie (vanaf 12/8)
Van Bokhoven · Frain · Gerritse · Van Haaften · Van Helvoirt · Knijnenburg (vanaf 1/8) · Limpens · Molenaar · Nooijen · Poland · A. van Rooijen · S. van Rooijen · Schoens · Souren · Vanhove · Vanpachtenbeke · Van der Wolf (tot 17/5)
Bredewold  · van den Broek-Blaak · Cecchini · Fisher-Black · Gerritse · Guarischi · Kopecky  · Majerus · Markus · Reusser   · Schreiber · Shackley (tot 16/4) · Uneken · Vas  U23 · Vollering · Wiebes
van Belle (vanaf 29/4) · Bredewold · van der Breggen · van den Broek-Blaak (tot 11/2) · Cecchini · Gerritse · Guarischi · Häberlin · Harvey · J. Kopecký · L. Kopecky  · Lach · Markus · Schneider · Schreiber · Schreurs · Vas · Wiebes 